# Samsu-Iluna
Samsu-Iluna (Samsuiluna)(khoảng 1792 - 1712 TCN), là vua của Babylon từ 1750 - 1712 TCN. Ông là con trai của Hammurabi, sử sách không nhắc đến mẹ ông. Triều đại của ông được đánh dấu bởi các cuộc nổi dậy dữ dội của các khu vực bị chinh phục bởi người cha của mình và sự từ bỏ một số thành phố quan trọng.:49-50

## Triều đại
Khi Hammurabi lên ngai vàng cai trị thành Babylon, ông kiểm soát một khu vực nhỏ xung quanh thành phố, và bị bao quanh bởi những đối thủ hùng mạnh hơn nhiều ở tất cả các bên. Vào thời điểm ông qua đời, ông đã chinh phục Sumer, Eshnunna và Mari trở thành vua của Lưỡng Hà. Ông cũng đã làm suy yếu và làm nhục Ê-lam, Assur và người Gutia.:49-50:195-201
Vào năm thứ 9 của triều đại mình Samsu-iluna đã chiến đấu chống lại Rim-Sin II của Larsa. Hầu hết các cuộc giao tranh đã diễn ra ở biên giới của Elam và Sumer trước khi Rim-Sin II bị bắt và hành quyết. Trong chiến tranh ông cũng đã phá hủy các thành phố Ur và Uruk. Iluma-Ilu, giả danh là hậu duệ của Damiq-Ilishu, vị vua cuối cùng của Isin, dấy lên một cuộc nổi loạn chống lại Samsu-Iluna tại Sumer. Iluma-Ilu đã giành được một phần Sumer ở phía nam Nippur. Kutir-Nahhunte I vua của Elam, cũng tấn công Samsu-Iluna, đánh bại ông ta, một lần nữa Elam thoát khỏi sự cai trị của Babylon.

## Kẻ thù xâm lược Babylon
Trong thời kỳ trị vì của Samsu-Iluna, người Kassites xâm lược Đế quốc Babylon lần đầu tiên vào năm 1741 TCN. Điều này xảy ra dưới quyền thủ lĩnh của người Kasites là Gandash, người mà được người Kassite nhớ đến như là kẻ chinh phục Babylon. Mặc dù không có bằng chứng về văn bản liên quan đến người Kassites dưới thời Gandash được biết đến.